# Arrenurus trifoliatus
Arrenurus trifoliatus är en kvalsterart som beskrevs av Marshall 1908. Arrenurus trifoliatus ingår i släktet Arrenurus och familjen Arrenuridae. Inga underarter finns listade i Catalogue of Life.